# Parque ajardinado de Fontvieille y Rosaleda de la Princesa Grace
El Parque ajardinado de Fontvieille y Rosaleda de la Princesa Grace o bien Parque Paisajista de Fontvieille y Rosaleda de la Princesa Gracia (en francés: Parc paysager de Fontvieille et la Roseraie Princesse- Grace) es el nombre que reciben dos parques municipales en el distrito de Fontvieille en el principado de Mónaco. Los espacios poseen un total combinado de 4 hectáreas (9,9 acres) de superficie, y están abiertos todos los días de sol a sol.
El jardín de rosas fue creado en 1984 como un monumento a Grace Kelly (princesa Grace o Gracia de Mónaco), la esposa del Príncipe Rainiero III. La princesa Grace es recordada en una estatua de Kees Verkade en el jardín de rosas, que cuenta con 4.000 rosas. El parque fue ampliado por 1,52 kilómetros en el 30 aniversario de su fundación.
El parque cuenta con sendero de esculturas, con piezas notables que incluyen a Cavalleria Eroica de Armand Fernández, y un puño cerrado de César Baldaccini.